# Vladimir Ivanov
Vladimir Ivanov (Russisch: Владимир Иванов) (Izjevsk, 28 april 1949) is een voormalig langebaanschaatser uit de Sovjet-Unie.

## Loopbaan
Vladimir Ivanov was een schaatser in de jaren 70 die meedeed in de subtop van het internationale allroundschaatsen. Eenmaal haalde hij het podium. In Oslo werd hij bij het WK allround van 1975 tweede achter Harm Kuipers. In de Noorse hoofdstad miste hij op slechts 0,048 punt de allroundtitel. Op dat toernooi won hij de tien kilometer. Bij de Olympische Winterspelen 1976 werd hij op dezelfde afstand op twee ronden achterstand gereden door goudenmedaillewinnaar Piet Kleine. Ivanov werd allround kampioen van de Sovjet-Unie in 1972 en 1973.

## Persoonlijke records
| Afstand      | Tijd     | Datum         | Baan  |
| ------------ | -------- | ------------- | ----- |
| 500 meter    | 38,87    | 3 april 1978  | Medeo |
| 1000 meter   | 1.19,51  | 12 maart 1977 | Medeo |
| 1500 meter   | 1.58,79  | 4 april 1978  | Medeo |
| 3000 meter   | 4.10,0   | 2 maart 1982  | Medeo |
| 5000 meter   | 7.06,86  | 3 april 1978  | Medeo |
| 10.000 meter | 14.33,29 | 23 maart 1980 | Medeo |

## Resultaten
| Jaar | EK Allround | Olympische Spelen    | WK Allround |
| ---- | ----------- | -------------------- | ----------- |
| 1972 |             |                      | 11e         |
| 1973 | 9e          |                      | 5e          |
| 1974 |             |                      | 7e          |
| 1975 | 5e          |                      | Zilver      |
| 1976 | 7e          | 7e 5000m 15e 10.000m | 13e         |

### Medaillespiegel
| Kampioenschap     | Goud · | Zilver · | Brons · |
| ----------------- | ------ | -------- | ------- |
| EK Allround       | 0      | 0        | 0       |
| Olympische Spelen | 0      | 0        | 0       |
| WK Allround       | 0      | 1        | 0       |